# Boumalne Dadès
Boumalne Dadès (en àrab بومالن دادس, Būmāln Dādis; en amazic ⴱⵓⵎⴰⵍ ⵏ ⴷⴰⴷⵙ, Būmālen Dādis) és un municipi de la província de Tinghir, a la regió de Drâa-Tafilalet, al Marroc. Segons el cens de 2014 tenia una població total de 12.328 persones.

## Origen
Situat a la vora d'un altiplà del desert a la desembocadura de la vall superior del riu Dadès per a més de 1.500 metres, Boumalne es va originar en un antic passatge de transhumància, controlat pels Aït Atta del djebel Saghro i també utilitzat per les tribus veïnes dels Mgouna, Aït Sedrate, Aït Hdiddou i Aït Merghad entre les pastures d'estiu de l'Alt Atles i les d'hivern del Saghro.

## El diumenge negre
El 6 de gener de 2008, durant les manifestacions protestant contra el que consideraven com un abandó de part de les autoritats, ja que diversos pobles al voltant de Msemrir haver romàs alguns dies bloquejats per les nevades al desembre de 2007, i la manca de reconeixement de la seva identitat amaziga, van degenerat en enfrontaments amb les la policia, donant lloc a 42 detencions. Uns 10 manifestants, incloent estudiants d'institut, foren condemnats a uns mesos de presó.